# Асланян, Гагик Сергеевич
Гагик Сергеевич Асланян (арм. Գագիկ Սերգեյի Ասլանյան; 25 февраля 1954, село Верин Талин, Талинский район, Армянская ССР) — армянский государственный деятель.
- 1972—1977 — Ереванский институт народного хозяйства. Экономист-математик.
- 1977—1979 — работал в институте экономики Национальной академии наук Армении в качестве экономиста.
- 1979—1985 — центральная экономико-математическая аспирантура НАН Армении. Кандидат экономических наук.
- 1985—1990 — младший научный сотрудник института экономики Национальной академии наук Армении. Член КПСС (1988—1991).
- 1987—1991 — работал преподавателем на кафедре экономики Ереванского зооветеринарного института.
- 1990—1993 — главный экономист в производственное объединение «Пластик».
- 1993—1999 — заместитель директора главного экономиста ОАО «Пластик».
- 1999—2003 — депутат парламента. Член постоянной комиссии по государственно-правовым вопросам. Член фракции «Единство».
- 2 ноября 1999 — избран вице-спикером парламента. Председатель-учредитель НДС.